# Gógyi felügyelő (televíziós sorozat, 2015)
A Gógyi felügyelő (eredeti cím: Inspector Gadget) 2015-ben indult kanadai televíziós 3D-s számítógépes animációs kalandfilmsorozat, amely az azonos című rajzfilmsorozat reboot-ja. Az írói Doug Hadders, Adam Rotstein, Andrew Harrison, Dave Dias és Evan Thaler Hickey, a rendezői Phillip Stamp, William Gordon és Pedram. A sorozatot a DHX Media gyártotta és a WildBrain forgalmazta.
Magyarországon a Boomerang az M2 és a Minimax adja (amely utóbbi csatorna egyike az M2-es szinkronnal vetíti).

## Cselekmény
Gógyi felügyelő ismét akcióban! Gógyi felügyelő újra a bűnözők után nyomoz, de tudjuk hogy ez mindig viccesen sül el. Az akciók során a kütyüi is nála vannak, amivel mindig kihúzza magát a slamasztikából. A felügyelővel persze az unokahúga, Penny is vele tart és a kutyája, Agytröszt is.

## Szereplők
| Szereplő                                             | Eredeti hang | Magyar hang (Boomerang)                            | Magyar hang (MTVA)                                 |
| ---------------------------------------------------- | --- | -------------------------------------------------- | -------------------------------------------------- |
| Gógyi felügyelő (Inspector Gadget)                   | Ivan Sherry | Kárpáti Levente                                    | Bácskai János                                      |
| Gógyi felügyelő (Inspector Gadget)                   | A sorozat főszereplője. A csetlő botló felügyelő, aki sosem érzi a helyzet magaslatát, s sosincs képben. A mimóza Gógyi azt hiszi, hogy minden neki köszönhető, pedig a dolgokban Pennynek is nagyon nagy szerepe van. Ettől függetlenül nagyon szerethető és elég kiszámíthatatlan, mivel nem tudja kezelni robot testrészeit. Szegény Agytrösztöt sosem ismeri fel álruhában, gyakran azt hiszi, hogy Fondor egyik ügynöke. Nagyon szereti Pennyt és mindig próbál vigyázni rá, amire Pennynek semmi szüksége sincs. Minden egyes alkalommal sikerül Quimby főnököt felrobbantania. |                                                    |                                                    |
| Penny                                                | Tara Strong | Czető Zsanett                                      | Orgován Emese                                      |
| Penny                                                | Penny a felügyelő 15 éves unokahúga és legfőbb segítője. Igazából mindig Penny szokott rájönni és megoldani azt, amit Dr. Fondor tervez. Penny kiváló harcos és egy igazi zseni, valamint egy profi számítógépes hacker. Mindig segítségére van hű kutyája, Agytröszt és a kesztyűjével irányítható holografikus számítógépe, a Codex. Penny, bár nem vallja be, kicsit bele van habarodva Talonba, aki folyton flörtöl vele, így zavarba hozva őt. Folyton Csini Pennynek hívja, vagy Szőkeségnek, szőke hajára utalva ezzel. Gyakori köztük hogy elfelejtik hogy ellenségek, olyankor belekezdenek egyfajta tinibeszélgetésbe. Penny tudja, hogy ő és Talon ellenségek, így köztük nem lehet semmi. Amikor épp nem küldetésre megy nagybátyjával, akkor ő is csak egy kamasz, aki kémnek tanul (legjobb barátnőjével, Keylaval). |                                                    |                                                    |
| Agytröszt (Brain)                                    | Scott McCord | saját hangján                                      | saját hangján                                      |
| Agytröszt (Brain)                                    | Agytröszt Penny intelligens és értelmes kutyája. Ő az (Talonon kívül) egyetlen, aki tudja, hogy szinte mindig csak Penny szokta megoldani a dolgokat. Az ő állandó feladata, hogy titokban kövese a csetlő botló felügyelőt álruhában, nehogy baja essen, de a felügyelő őt sajnos mindig Fondor egyik emberének nézi. A nyakörve segítségével képes álcázni magát. Penny az egyetlen aki megérti őt. |                                                    |                                                    |
| Quimby főnök (Chief Quimby)                          | Derek McGrath | Fazekas István                                     | Papucsek Vilmos                                    |
| Quimby főnök (Chief Quimby)                          | A szigorú rendőrfőnök. Gógyi mindig tudtán kívül felrobbantja. Mindig próbál menedéket keríteni a bombák elől, mindig sikertelenül. Ő értesíti Gógyit és Pennyt az újabb küldetéseikről. Mint a legtöbben, ő sem tudja, hogy Penny szokott mindent elintézni, így mindig csak a felügyelőt dicséri. Minden epizód végén történik vele valami baleset. |                                                    |                                                    |
| Von Slickstein professzor (Professor Von Slickstein) | Scott McCord | Hamvas Dániel                                      | Ungvári Gergely                                    |
| Von Slickstein professzor (Professor Von Slickstein) | A fiatal professzor. Egy igazi zseni. Ő alkotta meg Gógyi vadonatúj ügynökruháját és ő fejleszti az ügynökség összes számítógépes rendszerét. Ha örül, akkor azt teljes erejéből teszi, viszont leginkább mindent túlreagál. |                                                    |                                                    |
| Dr. Fondor (Dr. Claw)                                | Martin Roach | Bognár Tamás                                       | Jászai László                                      |
| Dr. Fondor (Dr. Claw)                                | A főgonosz, Talon kapzsi és cselszövő nagybátyja. Gógyi a főellensége, mert mindig megakadályozza a gonosz terveit, nem tudja, hogy Penny hiúsítja meg azokat, de ez nem is baj, mert akkor Pennyt próbálná meg elpusztítani, úgy ahogy Gógyit próbálja sikertelenül. Nem igazán szíveli Talont, aki mindig cinikus megjegyzéseket tesz felé, ezért küldi őt a legveszélyesebb küldetésekre, s mert idegesítőnek találja. Macskaimádó, a kis kedvence az igen kövér és vérszomjas, elkényeztetett Vadmacska, vagy ahogy ő hívja: az ő kicsikéje, akit szintén néha szokott küldetésekre küldeni, csak ha ő kudarcot vall, nem bünteti meg komolyan, nem úgy mint Talont. Fél az anyjától. |                                                    |                                                    |
| Talon                                                | Lyon Smith | Joó Gábor (39. részig), Moser Károly (40. résztől) | Joó Gábor (39. részig), Moser Károly (40. résztől) |
| Talon                                                | Dr. Fondor 15 éves helyes unokaöccse. Talon, ugyanúgy mint Penny, a harcművészetek nagy mestere (persze Penny jobb nála) és rendkívül okos. Egy igazi önimádó, csak a hajával 3 órát foglalkozik. Mindig Pennyvel verekszik, mivel ő Fondor fő kémje, így minden tervet neki kell megvalósítani, nem számít, milyen veszélyes. Tart nagybátyjától. Szarkasztikus és manipulatív. Titokban szerelmes Pennybe, ami a sorozatban elég nyilvánvaló, folyton flörtöl a lánnyal, ezzel zavarba hozva őt. Pennyt Csini Pennynek szokta becézni, vagy Szőkeségnek, szőke hajára utalva ezzel. Bár szereti Pennyt, tudja, mivel ellentétes oldalon állnak, sosem lehet köztük semmi, ezért hívja magát Penny esküdt ellenségének, de minden bevetésen igyekszik figyelni arra, nehogy komoly baj érje a lányt. Ettől függetlenül szeretné legyőzni. Ő is tudja, hogy nem Gógyi vet véget a terveiknek, hanem Penny, nagybátyjával ellentéteben, aki azt se tudja, hogy ki az a Penny, amikor Talon róla magyaráz. |                                                    |                                                    |

## Epizódok
| Eredeti premier | Magyar premier               | #   | Magyar cím                                                  | Eredeti cím                       |
| --------------- | ---------------------------- | --- | ----------------------------------------------------------- | --------------------------------- |
|                 |                              |     |                                                             |                                   |
| 1. ÉVAD         |                              |     |                                                             |                                   |
|                 |                              |     |                                                             |                                   |
| 2015.03.27.     | 2015.02.02.                  | 1.  | Gógyi 2.0                                                   | Gadget 2.0                        |
|                 |                              |     |                                                             |                                   |
| 2015.03.27.     | 2015.02.03.                  | 2.  | Tornyosuló torony                                           | Towering Towers                   |
| 2015.03.27.     | 2015.02.03.                  | 2.  | Game over, haver!                                           | Game Over, Man                    |
|                 |                              |     |                                                             |                                   |
| 2015.03.27.     | 2015.02.04.                  | 3.  | A rocksztár                                                 | Rock Out                          |
| 2015.03.27.     | 2015.02.04.                  | 3.  | Pózolj!                                                     | Strike a Pose                     |
|                 |                              |     |                                                             |                                   |
| 2015.03.27.     | 2015.02.05.                  | 4.  | Elorzott toborzó                                            | A Better Class of MAD             |
| 2015.03.27.     | 2015.02.05.                  | 4.  | Nátha nátha hátán                                           | Cough Due to Claw                 |
|                 |                              |     |                                                             |                                   |
| 2015.03.27.     | 2015.02.06.                  | 5.  | Megbundázott ebviadal                                       | Dog Show Days Are Over            |
| 2015.03.27.     | 2015.02.06.                  | 5.  | Almamutáció-hadművelet                                      | One Bad Apple                     |
|                 |                              |     |                                                             |                                   |
| 2015.03.27.     | 2015.02.17.                  | 6.  | Porszívó-expó                                               | Sucks Like MAD                    |
| 2015.03.27.     | 2015.02.18.                  | 6.  | Kísértet-üldözés                                            | A Claw for Talon                  |
|                 |                              |     |                                                             |                                   |
| 2015.03.27.     | 2015.02.09.                  | 7.  | Gógyi, a bomba                                              | Gadget’s Da Bomb                  |
| 2015.03.27.     | 2015.02.10.                  | 7.  | Hajrá Fejtágítók!                                           | Gadget Managment                  |
|                 |                              |     |                                                             |                                   |
| 2015.03.27.     | 2015.02.11.                  | 8.  | Az eltűnt város                                             | Diamonds are a MAD’s Best Friend  |
| 2015.03.27.     | 2015.02.12.                  | 8.  | Órára kattanva                                              | Ticked Off                        |
|                 |                              |     |                                                             |                                   |
| 2015.03.27.     | 2015.02.13.                  | 9.  | Furmányos fúrás                                             | You Know the Drill                |
| 2015.03.27.     | 2015.02.16.                  | 9.  | Bankett bojkott-hadművelet                                  | Operation HQ Reunion              |
|                 |                              |     |                                                             |                                   |
| 2015.03.27.     | 2015.02.19.                  | 10. | A nagyi fánkja                                              | A Hole in One                     |
| 2015.03.27.     | 2015.02.20.                  | 10. | Hókusz-pókusz hadművelet                                    | Operation Hocus Pocus             |
|                 |                              |     |                                                             |                                   |
| 2015.03.27.     | 2015.02.23.                  | 11. | Állati léghajó                                              | MAD Carpet Ride                   |
| 2015.03.27.     | 2015.02.24.                  | 11. | A titkos csodafegyver                                       | Appy Days                         |
|                 |                              |     |                                                             |                                   |
| 2015.03.27.     | 2015.02.25.                  | 12. | Játszd újra, Gógyi!                                         | Colliderscope                     |
| 2015.03.27.     | 2015.02.26.                  | 12. | Nyaralás parancsra                                          | She Got Dangerous Game            |
|                 |                              |     |                                                             |                                   |
| 2015.03.27.     | 2015.02.27.                  | 13. | Fondoralattjáró                                             | My Gadget Will Go On              |
| 2015.03.27.     | 2015.03.02.                  | 13. | Gógyi, a gyúró                                              | The Gadgetator                    |
|                 |                              |     |                                                             |                                   |
| 2015.03.27.     | 2015.04.11.                  | 14. | Fejetlenség                                                 | Head Case                         |
| 2015.03.27.     | 2015.04.11.                  | 14. | Flúgos futam                                                | Start Your Gadgets                |
|                 |                              |     |                                                             |                                   |
| 2015.03.27.     | 2015.04.12.                  | 15. | Dilemmák                                                    | Mind over MADder                  |
| 2015.03.27.     | 2015.04.13.                  | 15. | Felnőtt játékok                                             | Train-ing Day                     |
|                 |                              |     |                                                             |                                   |
| 2015.03.27.     | 2015.04.14.                  | 16. | Jer, jer, jeti                                              | Ice, Ice Yeti                     |
| 2015.03.27.     | 2015.04.15.                  | 16. | Ki viszi a vizet?                                           | MAD Soaker                        |
|                 |                              |     |                                                             |                                   |
|                 | 2015.04.18.                  | 17. | Cortez szökőkútja                                           | The Fountain Of Cortez            |
| 2015.04.19.     | Gonosz-egyetem               | 17. | Evil U                                                      |                                   |
|                 |                              |     |                                                             |                                   |
|                 | 2015.04.20.                  | 18. | Nagytröszt Londonban                                        | WereBrain Of London               |
| 2015.04.21.     | A trónkövetelő               | 18. | Airhead To The Throne                                       |                                   |
|                 |                              |     |                                                             |                                   |
|                 | 2015.08.17.                  | 19. | Atlantis: talált, süllyedt                                  | Lost In The Lost City Of Atlantis |
| 2015.08.17.     | Ki a Penny-t nem becsüli...  | 19. | A Penny Saved                                               |                                   |
|                 |                              |     |                                                             |                                   |
|                 | 2015.08.18                   | 20. | Penny kontra Penny                                          | Double O'Penny                    |
| 2015.08.19.     | Bombarandi                   | 20. | We Heart Gadget                                             |                                   |
|                 |                              |     |                                                             |                                   |
|                 | 2015.08.20.                  | 21. | Mini Talon                                                  | Tiny Talon Time                   |
| 2015.08.21.     | Az okosteló szövetsége       | 21. | Fellowsheep Of The Ring                                     |                                   |
|                 |                              |     |                                                             |                                   |
|                 | 2015.08.24.                  | 22. | Fondor-rengés                                               | A Clawruption                     |
| 2015.08.25.     | Bummway                      | 22. | Forever MAD                                                 |                                   |
|                 |                              |     |                                                             |                                   |
|                 | 2015.08.26.                  | 23. | Művészi műalkotás-rombolás                                  | Beyond Gadgetdome                 |
| 2015.08.27.     | Agycsere                     | 23. | Brain Drain                                                 |                                   |
|                 |                              |     |                                                             |                                   |
|                 | 2015.08.28.                  | 24. | Brutális virtuális világ                                    | What is... the MADtrix            |
| 2015.08.31.     | Az észbontóan veszélyes show | 24. | Most Extreme Gadget Challenge                               |                                   |
|                 |                              |     |                                                             |                                   |
|                 | 2015.09.01.                  | 25. | A piramis terv                                              | Pyramid Scheme                    |
| 2015.09.02.     | Vissza a Fondor-jövőbe       | 25. | Back to the MAD Future                                      |                                   |
|                 |                              |     |                                                             |                                   |
|                 | 2015.09.03.                  | 26. | Rosszalkodás Oroszországban                                 | Tool Russia, With Love            |
| 2015.09.04.     | Megállni tilos               | 26. | Low Speed                                                   |                                   |
|                 |                              |     |                                                             |                                   |
| 2. ÉVAD         |                              |     |                                                             |                                   |
|                 |                              |     |                                                             |                                   |
|                 | 2017.08.21.                  | 27. | Krétakori kópé                                              | Jurassic Jerk                     |
| 2017.08.22.     | Ámító főtörzs                | 27. | Assistant Chief Mcfibber                                    |                                   |
|                 |                              |     |                                                             |                                   |
|                 | 2017.08.23.                  | 28. | Némító drónok                                               | Drone Of Silence                  |
| 2017.08.24.     | Gaz-fondorlat                | 28. | Growing Like Mad                                            |                                   |
|                 |                              |     |                                                             |                                   |
|                 | 2017.09.14.                  | 29. | Tőke mozgósítás                                             | Mad Money                         |
| 2017.09.15.     | Cserkész becsszó             | 29. | Baking Bad                                                  |                                   |
|                 |                              |     |                                                             |                                   |
|                 | 2017.09.18.                  | 30. | Kiforratlan diplomaták                                      | Tempest In A Tea Cup              |
| 2017.09.19.     | Mr. Biztonság                | 30. | Mr. Security                                                |                                   |
|                 |                              |     |                                                             |                                   |
|                 | 2017.09.12.                  | 31. | Kalandos ízek                                               | Cooking With Claw                 |
| 2017.09.13.     |                              | 31. | Catnipped In The Bud                                        |                                   |
|                 |                              |     |                                                             |                                   |
|                 | 2017.09.04.                  | 32. | Ütődött órás                                                | Cuckoo For Talon                  |
| 2017.09.05.     | Hajdan a bajban              | 32. | Fayre Game                                                  |                                   |
|                 |                              |     |                                                             |                                   |
|                 | 2017.09.06.                  | 33. | A befurakodó                                                | Picnic Pests                      |
| 2017.09.07.     | Nevetséges tehetségek        | 33. | Talent Show Off                                             |                                   |
|                 |                              |     |                                                             |                                   |
|                 | 2017.09.08.                  | 34. | Gógyi és Gyérfankó                                          | Gadget & Oatsfunkle               |
| 2017.09.11.     | Metro City süllyed           | 34. | Metro City's Sinking                                        |                                   |
|                 |                              |     |                                                             |                                   |
|                 | 2017.09.20.                  | 35. | Szívós vendéglátás                                          | The Lady And The Vamp             |
| 2017.09.21.     |                              | 35. | The Walking Head Cold                                       |                                   |
|                 |                              |     |                                                             |                                   |
|                 | 2017.08.25.                  | 36. | Fortélyos fondorlat                                         | Get Smarts                        |
| 2017.08.28.     | Szabadulószoba kilátással    | 36. | Escape Room With A View                                     |                                   |
|                 |                              |     |                                                             |                                   |
|                 | 2017.08.29.                  | 37. | Átkozott balszerencse                                       | Who Do Voodoo                     |
| 2017.08.30.     | Éjféli félelem               | 37. | Midnight Madness                                            |                                   |
|                 |                              |     |                                                             |                                   |
|                 | 2018. 02. 19.                | 38. | Gógyi vizsga                                                | Gadg-ed                           |
| 2018. 02. 20.   | Az aligátor agitátor         | 38. | See You Later, Super Gator                                  |                                   |
|                 |                              |     |                                                             |                                   |
|                 | 2017.08.31.                  | 39. | Ítéletidő                                                   | Rain Of Terror                    |
| 2017.09.01.     |                              | 39. | The Truth Is Under There                                    |                                   |
|                 | 2018. 02. 21.                | 40. | Kedves ősellenségem                                         | Frienemy of the State             |
| 2018. 02. 22.   | Szupererőpróba               | 40. | MADhenge                                                    |                                   |
|                 | 2018. 02. 23.                | 41. |                                                             | The Claw Who Stole Christmas      |
| 2018. 02. 26.   | Az izé                       | 41. | The Thingy                                                  |                                   |
|                 | 2018. 02. 27.                | 42. | A stílustalan Mr. Colin                                     | The Talon-ted Mr. Colin           |
| 2018. 02. 28.   | Macs-zilla                   | 42. | MADzilla                                                    |                                   |
|                 | 2018. 03. 01.                | 43. |                                                             | Anti-gravity                      |
| 2018. 03. 02.   | Túl sok Talon                | 43. | Too Many Talons                                             |                                   |
|                 | 2018. 03. 05.                | 44. | Sztármentő                                                  | Star Power                        |
| 2018. 03. 06.   | Pandamentők                  | 44. | Panda-monium                                                |                                   |
|                 | 2018. 03.07.                 | 45. | A természet vonzereje                                       | Under the MADnight Sun            |
| 2018. 03. 08.   | Légikalózok                  | 45. | Skyrates Off the Starboard Bow!                             |                                   |
|                 | 2018. 03. 09.                | 46. | Jósnő rossz kezekben                                        | Fate it ‘til You Make it          |
| 2018. 03. 12.   |                              | 46. | Once Upon a Screentime                                      |                                   |
|                 | 2018. 03. 13.                | 47. | Szerepcsere                                                 | The MADstache of Professor Coin   |
| 2018. 03. 14.   |                              | 47. | MADthuselah                                                 |                                   |
|                 | 2018. 03. 15.                | 48. | Örökös gondok                                               | The Heir Affair                   |
| 2018. 03.16.    | A víztolvaj                  | 48. | Parched Nemesis                                             |                                   |
|                 | 2018. 03. 19.                | 49. |                                                             | Trees Company                     |
| 2018. 03. 20.   | Fondor vasút                 | 49. | MADtrack                                                    |                                   |
|                 | 2018. 03. 21.                | 50. | Bágyasztó buli                                              | The Missionball Ball              |
| 2018. 03. 22.   |                              | 50. | Tell Me What Sphinx                                         |                                   |
|                 | 2018. 03. 23.                | 51. |                                                             | Harmageddon'                      |
| 2018. 03. 26.   | Áruló karhatalom             | 51. | Do No Arm                                                   |                                   |
|                 | 2018. 03. 27.                | 52. | Gógyi felügyelő a börtönben                                 | Inspector Gadget Goes to Jail     |
| 2018. 03. 28.   |                              | 52. | We Had a Really Good Title for This One... But We Forgot It |                                   |

## Magyar változat

### 1. szinkron
A szinkront a Turner Broadcasting System megbízásából a Digital Media Services készítette.
Magyar szöveg:
Hangmérnök:
Vágó:
Gyártásvezető:
Szinkronrendező:
Produkciós vezető: Hegyi Eszter

### 2. szinkron
A szinkront az MTVA megbízásából a Masterfilm Digital készítette.
Magyar szöveg: Vincze Miklós
Szerkesztő: Vincze Szabina
Hangmérnök: Nemes László
Vágó: Baja Gábor
Gyártásvezető: Kovács Mariann
Szinkronrendező: Mauchner József
Produkciós vezető: Bor Gyöngyi